# Balvenie Distillery
Balvenie Distillery [bal'veni] ist eine Whiskybrennerei bei Dufftown, Banffshire, Schottland, Großbritannien.

## Geschichte
Balvenie wurde 1892 von William J. Grant, der auch Glenfiddich gründete, erbaut. Der erste Brennvorgang fand am 1. Mai 1893 statt. Balvenie liegt unterhalb der Glenfiddich Destillerie an den Hängen der Convals nahe Dufftown. Wenn man in Dufftown sagte »Rome was built on seven hills, Dufftown was built on seven stills« so haben die Grants hier also ihren Teil gleich doppelt beigetragen. Mittlerweile befindet sich auf dem Areal auch noch eine dritte Brennerei: die 1990 eröffnete Kininvie Destillerie. Die Ortschaft Duffton wurde einst als Balvenie gegründet. Noch heute kann man die Ruinen von Balvenie Castle besuchen.
Bei der Errichtung von Balvenie verwendete man kostengünstige gebrauchte Brennblasen von Lagavulin und Glen Albyn. 1957 wurde die Anzahl der Brennblasen von zwei auf vier erhöht. 1965 und 1971 wurde die Brennerei renoviert und ausgebaut. Zuerst kamen zu den vier Brennblasen zwei weitere hinzu, dann noch einmal eine. Der erste Single Malt wurde jedoch erst 1973 abgefüllt. Bis dahin floss der Whisky in die hauseigene Verblendung.
2002 entschied man sich bei Balvenie wieder getorften Whisky herzustellen, wie es die Brennerei bereits in den späten 1940er, 1950er und frühen 1960er Jahren getan hat. In der Woche im Jahr, in der die Brennerei wegen Wartungsarbeiten geschlossen ist, wird gemälzte Gerste in einem Torfbrenner getrocknet, mit Torf aus dem nordöstlichen Speyside-Dorf New Pitsligo in der Nähe von Fraserburgh. Die zurzeit einzige Balvenie-Abfüllung mit rauchigem Whisky ist der 14 Jahre alte «The Week Of Peat».

## Produktion
Das Wasser der zur Region Speyside gehörenden Brennerei stammt aus den Robbie Dubh Quellen. Auf dem Betriebsgelände von The Balvenie finden sich, im Vergleich zu vielen anderen schottischen Destillerien, noch alle Vorrichtungen des gesamten Herstellungsprozesses: Zumindest ein Teil der verwendeten Gerste stammt aus eigenem Anbau, eigene Mälzböden werden noch unterhalten und die Brennerei verfügt über eine eigene Küferei. Produziert wird mit einem Maischbottich (mash tun) von 10,2 Tonnen, zehn Gärbottiche (wash backs) aus Douglasienholz, vier wash stills (zwei mit 12.729 Litern und zwei mit 9.092 Litern) und fünf spirit stills von ebenfalls jeweils 12.729 Litern, die mit innenliegenden Dampfspiralen befeuert werden. Der Dampf selbst stammt aus der Abhitze Glenfiddichs.
The Balvenie gehört zu den 10 am Meisten verkauften Malts Schottlands.

## Produkte
Neben Single Malts produziert die Destillerie auch für den Grant's Blend.

### Aktuelle Abfüllungen

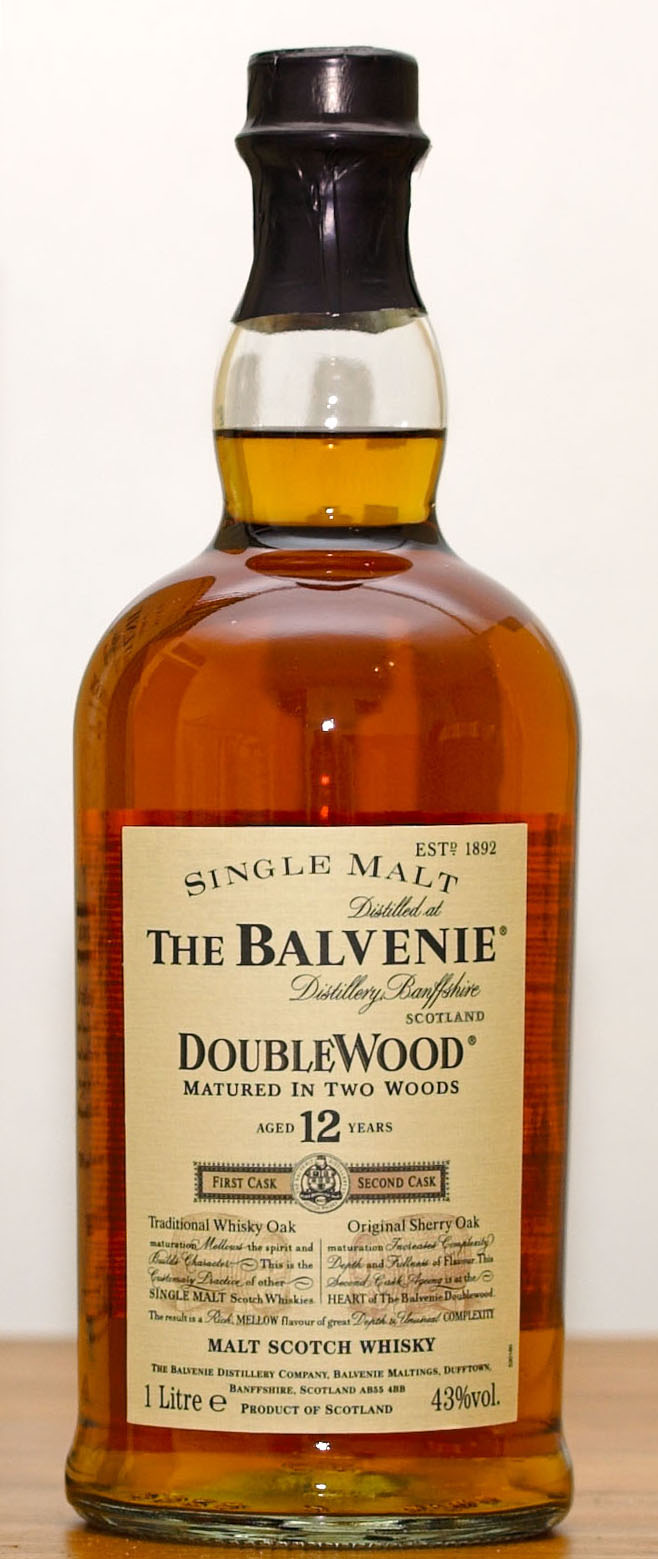
Balvenie Aged 12 Years

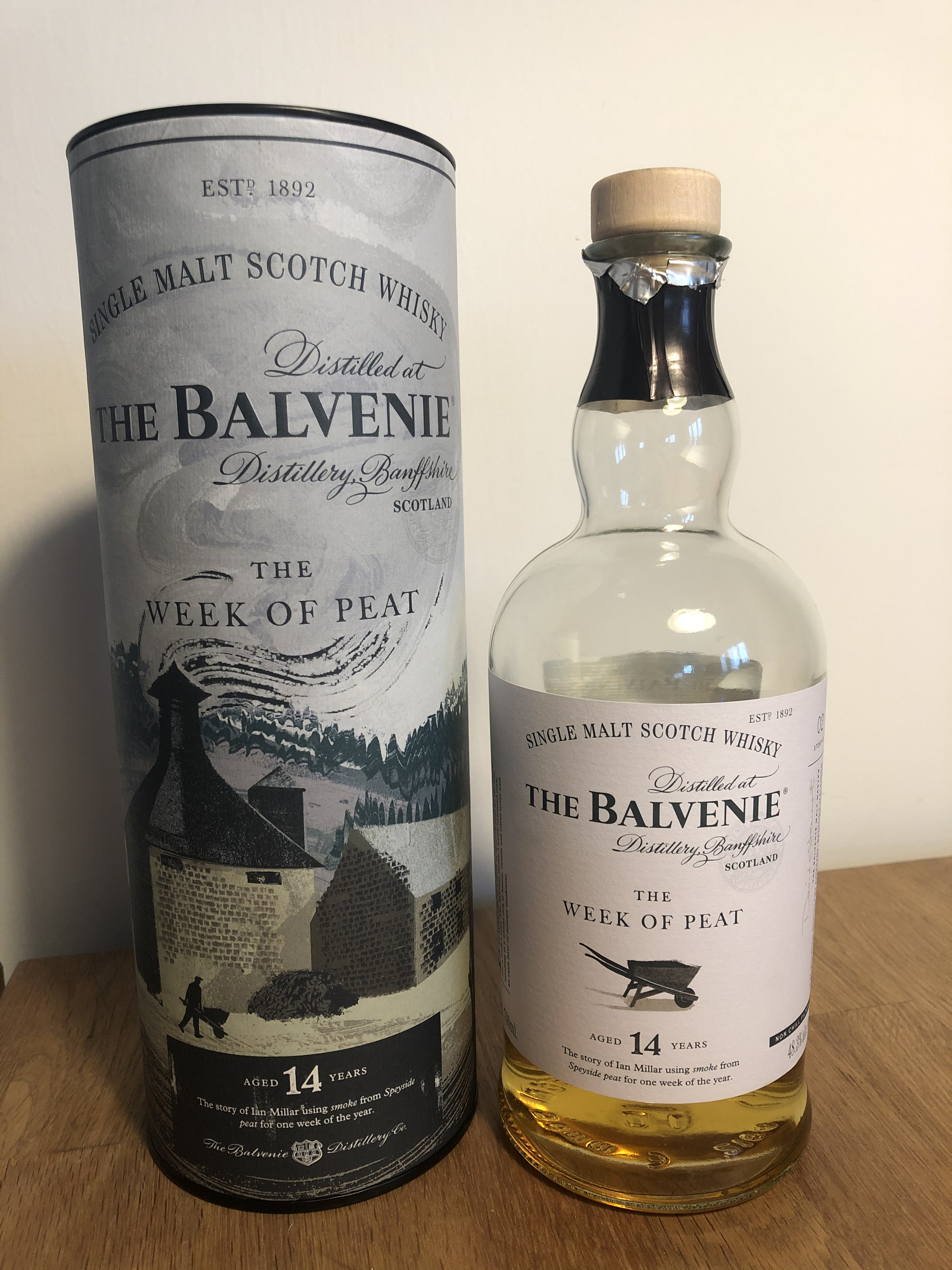
Flasche und Box des Whiskys Balvenie Week Of Peat 14 Jahre, Aussehen 2019

- DoubleWood Aged 12 Years[2] (lagert 12 Jahre in amerikanischen Eichenfässern und erhält dann ein Finish von 6 Monaten in Ex-Sherryfässern)[3]
- DoubleWood Aged 17 Years[2] (2012 eingeführte ältere Ausbaustufe des normalen DoubleWood)[4]
- Caribbean Cask Aged 14 Years (lagert 14 Jahre in Ex-Bourbonfässern und erhält dann ein Finish in Ex-Rumfässern)[5]
- Triple Cask Aged 12/16/25 Years (Vermählung von Whisky aus drei verschiedenen Fasstypen: Oloroso Sherry Butts, First Fill Bourbonfässer und Refill Fässer)
- Peated Triple Cask Aged 14 Years (aus 100 Prozent getorftem Malz, gereift in drei verschiedenen Fasstypen (First Fill Bourbon- und Refill Bourbon- als auch Sherryfässern) mit anschließender Vermählung)
- Single Barrel First Fill Aged 12 Years (altert ausschließlich in einem erstmals gefüllten Ex-Bourbonfass aus amerikanischer Weisseiche, mit max. 300 Flaschen-Abfüllungen pro Fass)
- Single Barrel Sherry Cask Aged 15 Years[2] (altert ausschließlich in einem ehemaligen Ex-Oloroso-Sherryfass aus europäischer Eiche, mit max. 650 Flaschen-Abfüllungen pro Fass)
- Single Barrel Traditional Oak Aged 25 Years (altert ausschließlich in traditionellen amerikanischer Eichenfässern, mit max. 300 Flaschen-Abfüllungen pro Fass)
- Serie Balvenie Stories:[6]
  - The Sweet Toast Of American Oak Aged 12 Years (gereift in Ex-Bourbon und frischen, stark ausgebrannten Fässern aus Kentucky)[7]
  - The Week Of Peat Aged 14 Years[8]
  - The Edge Of Burnhead Wood 19 Years[9]
  - A Day Of Dark Barley Aged 26 Years[10]
- Portwood Aged 21 Years (nachgereift in einem Portweinfass)
- Madeira Cask Aged 21 Years
- Balvenie Thirty Aged 30 Years (nachgereift in einem Oloroso-Fass, in Fassstärke abgefüllt, 47,3 % Alkohol)
- Balvenie Forty Aged 40 Years (Kleinstserie mit 150 Flaschen)
- Balvenie Fifty Aged 50 Years (Kleinstserie mit 88 Flaschen, 44,1 % Alkohol)
- Tun 1401 (mehrere Fässer wurden im großen alten Eichenfass Tun 1401 miteinander vermählt und für mehrere Monate gelagert, ohne Altersangabe)
  - Batch 1 (aus 6 Fässern (4 Bourbonfässer und 2 Sherryfässer) Abfüllung 2010, 336 Flaschen)
  - Batch 2 (aus 10 Fässern (7 Bourbonfässer und 3 Sherryfässer), Abfüllung 2011, 2226 Flaschen)
  - Batch 3 (aus 10 Fässern (7 Bourbonfässer und 3 Sherryfässer), Abfüllung 2011, 1800 Flaschen)
  - Batch 4 (aus 10 Fässern (7 Bourbonfässer und 3 Sherryfässer), Abfüllung 2012, 2500 Flaschen)
  - Batch 5 (aus 9 Fässern (5 Bourbonfässer und 4 Sherryfässer), Abfüllung 2012, 2862 Flaschen)
  - Batch 6 (aus 9 Fässern (7 Bourbonfässer und 2 Sherryfässer), Abfüllung 2012, 2500 Flaschen)
  - Batch 7 (aus 11 Fässern (9 Bourbonfässer und 2 Sherryfässer), Abfüllung 2013, 2600 Flaschen)
  - Batch 8 (aus 12 Fässern (9 Bourbonfässer und 3 Sherryfässer), Abfüllung 2013, 2700 Flaschen)
  - Batch 9 (aus 14 Fässern (11 Bourbonfässer und 3 Sherryfässer), Abfüllung 2013)
- Tun 1509 (Vermählung von Vintage-Fässern aus den kostbaren Whisky-Vorräten der Brennerei, in dem 8000-Liter Bottich Tun 1509)
  - Batch 1 (aus 42 Fässern (35 Bourbonfässer und 7 Sherryfässer), Abfüllung 2014)
  - Batch 2 (aus 32 Fässern (23 Bourbonfässer und 9 Sherryfässer), Abfüllung 2015)
  - Batch 3 (aus 31 Fässern (19 Bourbonfässer und 12 Sherryfässer), Abfüllung 2016, 8850 Flaschen)
  - Batch 4 (aus 23 Fässern (13 Bourbonfässer und 10 Sherryfässer), Abfüllung 2017)
  - Batch 5 (aus 29 Fässern (10 Bourbonfässer, 16 Sherryfässer und 3 Refill Fässer), Abfüllung 2018)
  - Batch 6 (aus 21 Fässern (Bourbon- und Sherryfässer sowie Fässer, welche zuvor für die Veredelung von Balvenie DoubleWood verwendet wurden), Abfüllung 2019)
  - Batch 7 (aus 21 Fässern (4 Bourbonfässer und 17 Sherryfässer), Abfüllung 2020, 2100 Flaschen)

### Eingestellte Abfüllungen
- Founder's Reserve 10 Years (in Bourbonfässern gereift)
- Founder's Reserve Aged 10 Years[2] (Vorgänger des Doublewood 12 Year Old)
- Signature Aged 12 Years (gereift in Bourbon und Sherryfässern)
- Cuban Selection Aged 14 Years (nachgereift in kubanischen Rumfässern)
- Golden Cask Aged 14 Years (nachgereift in Rumfässern)
- Roasted Malt Aged 14 Years (Hergestellt mit stärker geröstetem Biermalz)
- RumWood Aged 14 Years (nachgereift in Rumfässern aus Guyana und Venezuela)
- Peated Cask Aged 17 Years (nachgereift in Fässern, welche zuvor getorften Whisky enthielten)
- Madeira Cask Aged 17 Years (nachgereift in Madeirafässern)
- SherryOak Aged 17 Years
- New Oak Aged 17 Years und New Wood Aged 17 Years (gereift in First-Fill-Fässern aus amerikanischer Weiseiche)
- RumCask Aged 17 Years (nachgereift in Jamaika-Rumfässern)
- Balvenie Islay Cask Aged 17 Years (6 Monate in einem Islay-Fass nachgereift, limitierte Abfüllung)
- Single Barrel 25 Aged 25 Years (Kleinstserie, aus nur 1 Fass, mit 250 Flaschen)
- Cask 15354 Aged 32 Years (Kleinstserie, aus nur 1 Fass, mit 216 Flaschen)
- 1964 Aged 43 Years (Kleinstserie, aus nur 1 Fass, mit 151 Flaschen, exklusiv für den Travel Value in Hong Kong)
- Cask 191 Aged 50 Years (Kleinstserie, aus nur 1 Fass, mit 83 Flaschen)
- Portwood 1989, 1991, 1993 (nachgereift in einem Portweinfass)